# 横浜地方検察庁
横浜地方検察庁（よこはまちほうけんさつちょう）は、神奈川県横浜市にある日本の地方検察庁の一つで、神奈川県を管轄している。略称は、横浜地検（よこはまちけん）。川崎、相模原、横須賀、小田原に支部を置いている。また下位の検察庁として11の区検察庁がある。
分室に常設されている特別刑事部は、全国の主要検察庁（特別捜査部がある東京・大阪・名古屋の各地検を除く）に置かれ、特捜部と同様に独自捜査を行っている。

## 所在地
- 本庁 - 横浜市中区日本大通9 横浜法務合同庁舎
  - 分室（特別刑事部） - 横浜市中区新港1丁目6-1 よこはま新港合同庁舎
- 川崎支部 - 川崎市川崎区宮前町12-11 川崎法務総合庁舎
- 相模原支部 - 相模原市中央区富士見6丁目10-10 相模原地方合同庁舎
- 横須賀支部 - 横須賀市新港町1-8 横須賀地方合同庁舎
- 小田原支部 - 小田原市本町1丁目7-1 小田原法務合同庁舎

## 管轄
- 本庁
  - 横浜区検察庁
    - 所在地：横浜地検と同じ
      - 分室所在地：横浜市中区新港新港1丁目6-1 よこはま新港合同庁舎（略式事件を取り扱い）

    - 管轄：横浜市（中区、南区、磯子区、金沢区、港南区）

  - 神奈川区検察庁
    - 所在地：横浜地検と同じ
    - 管轄：横浜市（鶴見区、神奈川区、港北区、緑区、青葉区、都筑区）

  - 保土ケ谷区検察庁
    - 所在地：横浜市保土ケ谷区岡沢町239
    - 管轄：横浜市（保土ケ谷区、西区、旭区、瀬谷区）

  - 鎌倉区検察庁
    - 所在地：横浜地検と同じ
    - 管轄：鎌倉市、横浜市（戸塚区、栄区、泉区）

  - 藤沢区検察庁
    - 所在地：藤沢市朝日町1-7
    - 管轄：藤沢市、茅ヶ崎市、大和市、海老名市、綾瀬市、高座郡
- 相模原支部
  - 相模原区検察庁
    - 所在地：相模原市中央区富士見6丁目10-10
    - 管轄：相模原市、座間市
- 川崎支部
  - 川崎区検察庁
    - 所在地：川崎市川崎区宮前町12-11
    - 管轄：川崎市
- 横須賀支部
  - 横須賀区検察庁
    - 所在地：横須賀市新港町1-8 横須賀地方合同庁舎6階
    - 管轄：横須賀市、逗子市、三浦市、三浦郡
- 小田原支部
  - 小田原区検察庁
    - 所在地：小田原市本町1丁目7-1
    - 管轄：小田原市、秦野市、南足柄市、足柄上郡、足柄下郡

  - 平塚区検察庁
    - 所在地：横浜地検小田原支部と同じ
    - 管轄：平塚市、中郡

  - 厚木区検察庁
    - 所在地：厚木市寿町3丁目5-1
    - 管轄：厚木市、伊勢原市、愛甲郡

## 人事

### 歴代検事正
| 氏名       | 在任期間                       | 出身校                 | 前職               | 以降の要職 | 備考 |
| ---------- | ------------------------------ | ---------------------- | ------------------ | --- | ---- |
| 増田暢也   | 2008年 - 2009年1月16日         | 中央大学法学部         | 千葉地検検事正     | 仙台高検検事長、辞職（2010年）、弁護士（外立総合法律事務所）、中央更生保護審査会委員 |      |
| 井内顯策   | 2009年1月16日 - 2010年4月5日   | 中央大学法学部法律学科 | 最高検刑事部長     | 辞職、公証人、日本公証人連合会理事長、中央大学法科大学院客員教授 |      |
| 河村博     | 2009年1月16日 - 2012年1月17日  | 京都大学法学部         | 千葉地検検事正     | 札幌高検検事長、名古屋高検検事長、退官（2015年）、同志社大学法学部・法学研究科教授 |      |
| 吉田統宏   | 2012年1月17日 - 2012年11月30日 | 慶應義塾大学大学院     | 神戸地検検事正     | 辞職、公証人 |      |
| 大野宗     | 2012年11月30日 - 2014年1月9日  | 早稲田大学法学部       | 最高検監察指導部長 | 辞職、公証人 |      |
| 松井巌     | 2014年1月9日 - 2015年1月23日   | 東北大学法学部         | 最高検刑事部長     | 福岡高検検事長、退官（2016年）、弁護士（八重洲総合法律事務所）、電通労働環境改革に関する独立監督委員会委員長、オリエントコーポレーション監査役（社外）、神戸製鋼所不適切行為に係る外部調査委員会委員長 |      |
| 水野谷幸夫 | 2015年1月23日 - 2015年4月15日  |                        | 神戸地検検事正     | 最高検検事、辞職（2016年）、公証人 |      |
| 齊藤雄彦   | 2015年4月15日 - 2016年9月5日   | 大阪大学法学部         | 京都地検検事正     | 高松高検検事長、広島高検検事長、依願退官（2018年）、弁護士（堂島法律事務所） |      |
| 大谷晃大   | 2016年9月5日 - 2018年7月25日   | 東京大学法学部         | 京都地検検事正     | 仙台高検検事長 |      |
| 中原亮一   | 2018年7月25日 - 2020年3月30日  | 慶應義塾大学法学部     | 最高検公安部長     | 広島高検検事長、福岡高検検事長、退官 (2022年)、証券取引等監視委員会委員長 |      |
| 北村篤     | 2020年3月30日 - 2021年7月16日  | 東京大学法学部         | 千葉地検検事正     | 辞職、公証人 |      |
| 小山太士   | 2021年7月16日 - 2022年6月24日  | 東京大学法学部         | 最高検公安部長     | 札幌高検検事長、大阪高検検事長 |      |
| 齋藤隆博   | 2022年6月24日 - 2023年7月11日  | 中央大学法学部         | 最高検刑事部長     | 最高検次長検事、東京高検検事長 |      |
| 中村孝     | 2023年7月11日 - 2024年2月29日  | 九州大学法学部         | 最高検刑事部長     | 仙台高検検事長、大阪高検検事長 |      |
| 山田利行   | 2024年2月29日 - 2025年7月17日  | 慶應義塾大学法学部     | 名古屋地検検事正   | 札幌高検検事長 |      |
| 松下裕子   | 2025年7月17日 -                | 早稲田大学法学部       | 最高検刑事部長     | |      |